# Eumeces algeriensis
Espèce
Synonymes

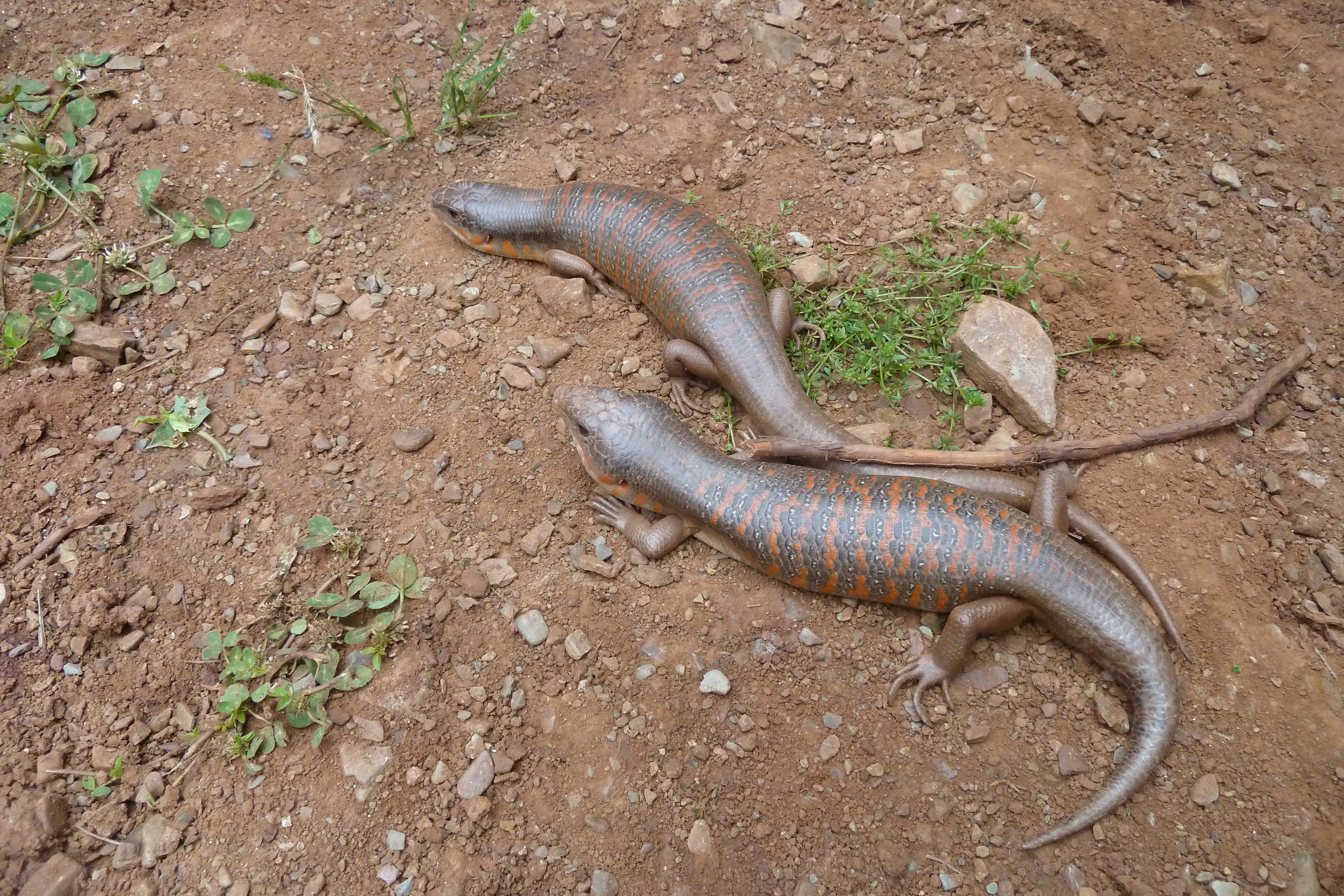
Photographié dans le Haut-Atlas à 1200 m d'altitude

- Eumeces pavimentatus var. algeriensis Peters, 1864

Statut de conservation UICN

 LC  : Préoccupation mineure
Eumeces algeriensis est une espèce de sauriens de la famille des Scincidae.

## Répartition
Cette espèce se rencontre en dessous de 1 850 m d'altitude en Algérie, au Maroc ainsi que dans l'enclave espagnole de Melilla.

## Liste des sous-espèces
Selon The Reptile Database (21 septembre 2012) :
- Eumeces algeriensis algeriensis Peters, 1864
- Eumeces algeriensis meridionalis Doumergue, 1901

## Étymologie
Son nom d'espèce, composé de algeri et du suffixe latin -ensis, « qui vit dans, qui habite », lui a été donné en référence au lieu de sa découverte : l'Algérie.

## Publications originales
- Doumergue, 1901 : Essai sur la faune erpétologique de l'Oranie avec des tableaux analytiques et des notations pour la détermination de tous les reptiles et batraciens du Maroc, de l'Algerie et de la Tunisie. L. Fouque, Oran, p. 1-404 (texte intégral).
- Peters, 1864 : Die Eidechsenfamilie der Scincoiden, insbesondere über die Schneider'schen, Wiegmann'schen und neue Arten des zoologischen Museums. Monatsberichte der Königlichen Akademie der Wissenschaften zu Berlin, vol. 1864, p. 44-58 (texte intégral).